# Versöhnler

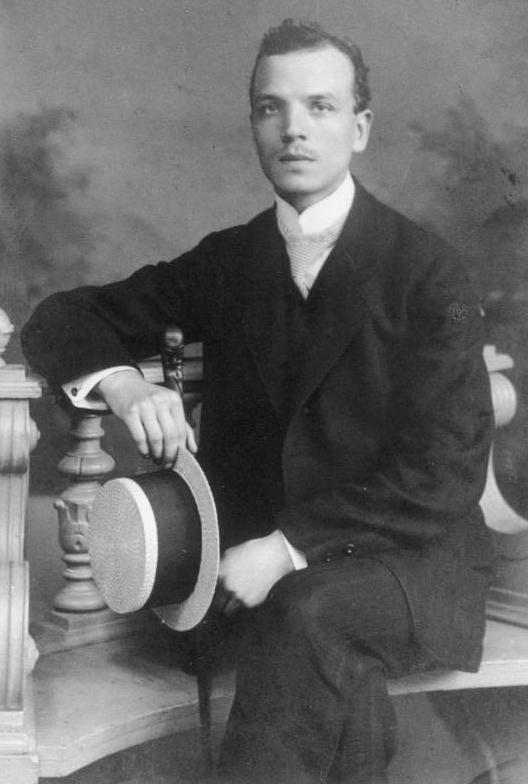
Porträt von Ernst Meyer als Student, ca. 1905

Versöhnler ist die abwertende Bezeichnung einer innerparteilichen Oppositionsströmung innerhalb der KPD im Zeitraum der Weimarer Republik und des Dritten Reiches.
Die Versöhnler entstanden Mitte der 1920er Jahre aus der sogenannten Mittelgruppe um Ernst Meyer der KPD, welche gemeinsam mit der Fraktion um Ernst Thälmann 1926 bis 1928 die Leitung der KPD bildete. Führende Personen der Strömung neben Meyer waren Arthur Ewert, Hugo Eberlein, Heinrich Süßkind, Gerhart Eisler und Georg Schumann; stark vertreten war die Strömung unter Gewerkschaftskadern, Intellektuellen und im hauptamtlichen Apparat der KPD. Ähnlich wie der „rechte“ Parteiflügel um August Thalheimer und Heinrich Brandler traten die Versöhnler für eine Einheitsfrontpolitik mit der SPD und eine aktive Mitarbeit in den freien Gewerkschaften ein und standen der ab 1928 forcierten ultralinken Linie (Sozialfaschismus- und RGO-Politik) ablehnend gegenüber; anders als die „Rechten“ übte man keine Kritik an der Vorherrschaft der KPdSU in der Komintern und lehnte eine Parteispaltung um jeden Preis ab. Allerdings traten sie für ein Mindestmaß an offenem Meinungsaustausch im Rahmen des EKKI ein, wodurch sie Stalin politisch im Wege standen.
Nach der u. a. von den Versöhnlern mitbetriebenen kurzfristigen Absetzung Ernst Thälmanns vom Parteivorsitz im Rahmen der Wittorf-Affäre im Herbst 1928, um die sich anbahnende innerparteiliche ultralinke Wende entgegenzuwirken, dem Weddinger Parteitag im Sommer 1929 und dem Tod Ernst Meyers Anfang 1930 verloren die Versöhnler einen großen Teil ihres Einflusses in der KPD und konnten in dieser nur noch verdeckt agieren. Einige Versöhnler wurden auch aus der Partei ausgeschlossen oder verdrängt; es bildeten sich unabhängige Versöhnlergruppen um Hans Westermann in Hamburg und das Komitee für Proletarische Einheit mit dem Schwerpunkt in Hannover; andere wie Heinrich Stahmer traten der Sozialistischen Arbeiterpartei Deutschlands oder der SPD bei.
Nach 1933 in der Zeit des Nationalsozialismus betätigten sich sowohl die unabhängigen Versöhnlergruppen als auch teilweise in der Partei verbliebene Gruppen wie die Berliner Opposition um Karl Volk und Georg Krausz (in der auch Heinz Brandt Mitglied war) am antifaschistischen Widerstand. Im Exil gab es eine Versöhnlergruppe, welche die Zeitschrift Funke herausgab. Als organisierte Strömung waren die Versöhnler vor allem auf Grund der Repression seitens der Gestapo um 1940 zerfallen, prominente Mitglieder wie Eberlein und Süßkind fielen den stalinistischen Säuberungen zum Opfer; überlebende Angehörige schlossen sich nach 1945 zumeist KPD und SED, in der BRD einige auch der SPD an.